# Mechthild von Sayn
Mechthild von Sayn (* um 1203; † um 1291 in Köln; auch Mechthild von Landsberg, Mechtild, Mechtildis, Mathilde) war eine deutsche Gräfin und die Ehefrau von Heinrich III. von Sayn. Aufgrund ihrer kirchlichen Stiftungen war sie eine bedeutende Persönlichkeit im späten Mittelalter.

## Leben
Mechthild war die Tochter des Markgrafen Dietrich von Landsberg, Sohn von Dedo dem Feisten, und Jutta, der Tochter und Erbin des Thüringischen Landgrafen Ludwig III. Mechthild wurde um 1200, nach anderen Quellen um 1203, geboren und heiratete um 1215 den Grafen Heinrich III. von Sayn. In einer Urkunde der Abtei Heisterbach aus dem Jahr 1216 wird Mechthild als Ehefrau Heinrichs bezeichnet. Auslöser für die Ehe waren Streitigkeiten zwischen Dietrich von Landsberg und Heinrich II. von Sayn, deren Territorien aneinandergrenzten. Darüber hinaus gehörten die beiden im staufisch-welfischen Thronstreit Ende des 12. Jahrhunderts unterschiedlichen Parteien an. Dietrich, Anhänger der Staufer, besaß die von seinen Vorfahren errichtete Burg Altenwied, Heinrich II., Anhänger der Welfen, baute die Löwenburg. Papst Innozenz III. zog 1205 Erkundigungen ein, ob sich der Streit durch eine Heirat zwischen Heinrich III. und Mechthild beilegen lasse. Die Vereinbarung muss spätestens 1207 erfolgt sein, da Dietrich von Landsberg in diesem Jahr starb.
Als Heinrich III. von Sayn in der Silvesternacht des Jahres 1246 starb, hinterließ er keinen männlichen Erben. Die einzige Tochter der Mechthild wurde vermutlich kurz vor oder kurz nach dem Tod Heinrichs geboren und verstarb.
Heinrich hatte in der Weihnachtswoche 1246 im Beisein der Äbte von Marienstatt und Heisterbach auf Burg Blankenheim sein Testament aufsetzen lassen. Er verfügte, wenn sein zu dem Zeitpunkt noch ungeborenes Kind überlebe, solle Mechthild Alleinerbin werden. Wenn das Kind jedoch stürbe, dann solle Mechthild das Recht haben, bis zu ihrem Tode alle Güter zu behalten, nach ihrem Tode sollten die Besitzungen an die Kinder der Schwestern Heinrichs fallen. Heinrichs Schwestern waren Adelheid, in erster Ehe verheiratet mit Gottfried von Sponheim († 1218), in zweiter Ehe seit 1225 verheiratet mit Eberhard von Eberstein († 1263), und die jüngere Agnes, verheiratet mit Heinrich von Blieskastel.

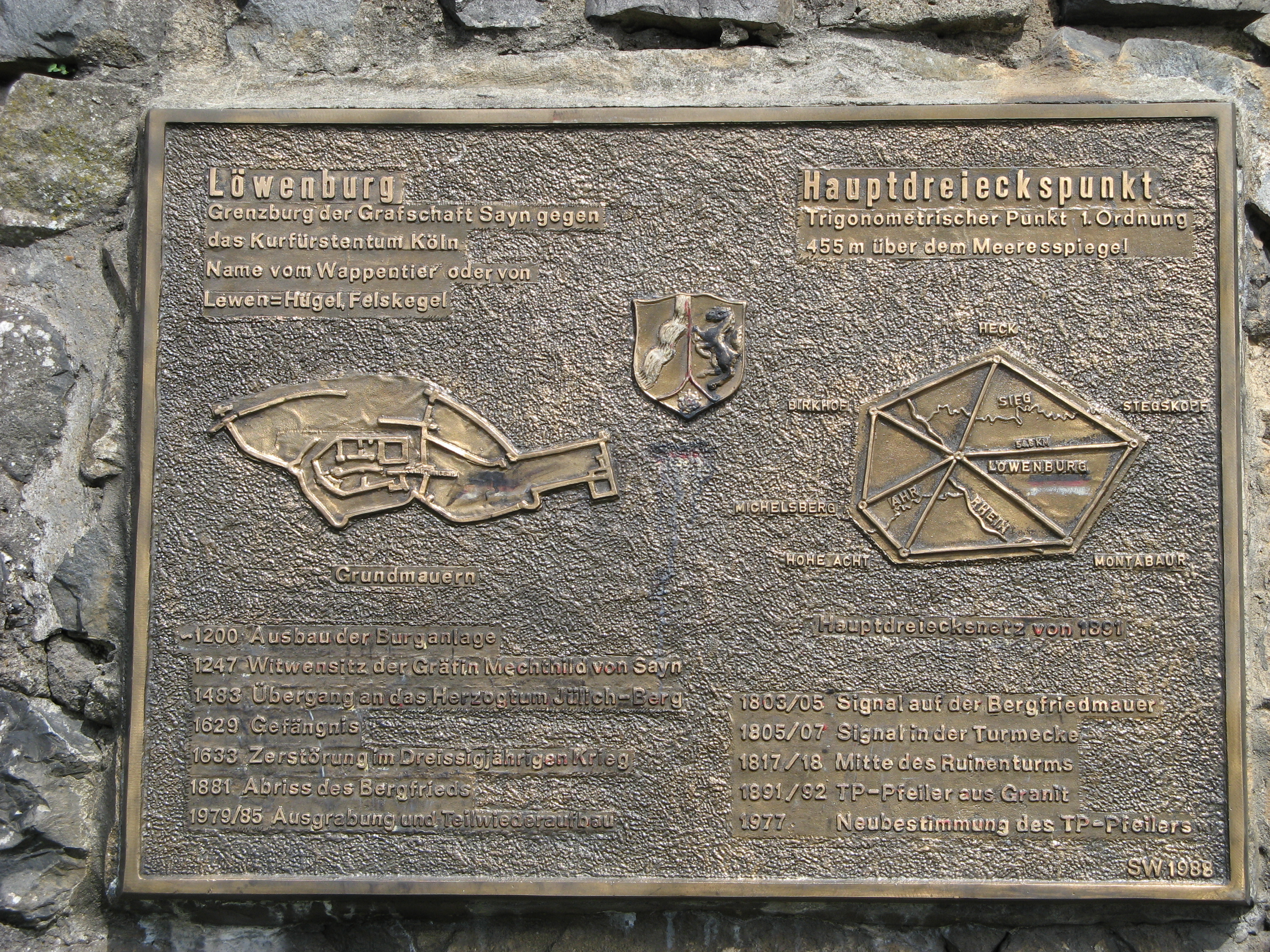
Hinweistafel zum Witwensitz Mechthilds auf der Löwenburg

Anders als von Heinrich testamentarisch gewollt, erhoben die saynischen Anverwandten bereits kurz nach seinem Tod Ansprüche auf die saynischen Besitzungen. Schon am 29. August 1247 überließ Mechthild den Söhnen ihrer Schwägerin Adelheid u. a. Burg und Stadt Blankenberg, Burg und Flecken Hachenburg, Burg Freusburg, Burg Sayn, die Burgen Saffenberg und Hülchrath und alle Grafschaften und Vogteien, die Heinrich besessen hatte. Mechthild behielt ihr eigenes thüringisches Erbe und behielt sich das Wohnrecht auf der saynischen Löwenburg im Siebengebirge vor.
Die Burg Waldenburg und die Dörfer Drolshagen und Meinerzhagen wurden am 20. Januar 1248 an den Kölner Erzbischof Konrad von Hochstaden für 2.000 Mark verkauft. Mechthild verblieben vorerst die Burgen Altenwied, Neuerburg, Rennenberg und Windeck sowie die Dörfer Rosbach, Linz, Leubsdorf, Neustadt, Asbach, Winden, Windhagen, Gielsdorf, Sechtem, Nieder- und Oberbreitbach und im Streubesitz verschiedener Weinbergs- und Grundbesitz am Rhein und an der Mosel.
Am 1. Mai 1250 schloss Mechthild auf der Neuerburg mit dem Kölner Kurfürsten Konrad von Hochstaden einen Vertrag, dem zufolge gegen eine einmalige Zahlung von 600 Mark und eine jährliche Zahlung von 170 Mark der gesamte Besitzkomplex um die Burgen Altenwied, Neuerburg, Rennenberg und Windeck nach ihrem Tod an das Erzstift Köln falle. Die Neuerburg und das Kirchspiel Breitbach standen unter dem Vorbehalt der lebenslangen Nutzung. Am 2. März 1261 erneuerte der Nachfolger Konrads, Erzbischof Engelbert I., den Vertrag, der 1263 von Papst Urban IV. bestätigt wurde.
Mechthild lebte noch einige Jahre auf der Neuerburg und siedelte später nach Köln, wo sie im Kloster Sion eine Wohnung besaß. 1283 verfügte sie in ihrem Testament, dass nach ihrem Tod ihre Besitztümer endgültig dem Erzstift übereignet würden. Das Todesdatum ist unbekannt, nach einer unbestätigten Interpretation eines Grabsteins in Köln hat sie möglicherweise bis 1291 gelebt.

## Urkunden
Die wichtigsten Stiftungen und Schenkungen, die Mechthild zusammen mit ihrem Mann tätigte, waren:
- 1215 gründeten sie den Saynischen Hof in Köln, aus dem später das Kloster Sion entstand
- 1222 schenkten sie dem Abtei Marienstatt die Klosterstätte im Nistertal und Güter zum Unterhalt
- 1231 Gründung des Klosters Seligenthal bei Siegburg
- 1235 stifteten sie das Kloster Drolshagen
- zahlreiche kleinere Schenkungen, u. a. an das Kloster Heisterbach, wo Mechthilds Mutter Jutta beerdigt wurde.

Die Urkunden Mechthilds waren oft in deutscher Sprache abgefasst, was im 13. Jahrhundert eine Ausnahme darstellte.
Auszug aus der am 2. März 1261 gefertigten Urkunde des Kölner Erzbischofs Engelbert II., in der die Schenkung der Gräfin Mechthild und deren Vertrag mit der kölnischen Kirche bestätigt werden:

„Wir Engelbreht van der Gnaeden Goddis gekorin zo Erchebisscoue ze Colne inde Erchecancelere in Ytalien, Allen di disen Brief sient, Heil in unseme Herin Gode. Wir willen dat kundich si, want de edele vrowe, unse můne Metholt, de wilne Grieuinne was ze Seyne, in ire burg Wiede inde dise dorp inde kirspele: Lynse, Winthain, Nuestat, Aspach inde Roispe, mit alle deme, dat zv den Dorpen inde den Kirspelen gehorich is, dat gelegin is an der siden des Rynes da de burg Wiede ane steit, inde och alle di man, inde dinstman, houislude inde waszinsige Lude, of welchis rehtis si sin, din gienen uzbescheiden, di se zů irme ůrbore inde dienste, zů irme liue behalden wilt, der nåmen hir beniedene gescrieuen sint, mit underscheide alse hir na bescrieuen is, durch Lieue, durch trůwe inde umbe gnåde uns inde unseme Gestithe lezit ingain Dar umbe so geiue wir ire allir iargelichis also lange al si geleuit, vunftehalf hundert marc Colchir penninge, zwelf Schillinge vůr de marc gezalt…“

Schenkungen und Stiftungen der Witwe Mechthild:
- 1247 Gründung des Klosters Zissendorf bei Hennef
- 1247 Gründung des Klosters Herchen bei Windeck
- 1254 Stiftung des Hospitals beim Kloster Heisterbach

## Verwandtschaft
Mechthilds Mutter Jutta von Thüringen war eine direkte Cousine von Elisabeths Mann, dem Landgrafen Ludwig IV.